# Xalets Sau
El Xalet Sau I i el Xalet Sau II són dos edificis del municipi de Ribes de Freser (Ripollès) cadascun dels quals forma part de l'Inventari del Patrimoni Arquitectònic de Catalunya de manera individual.

## Xalet Sau I

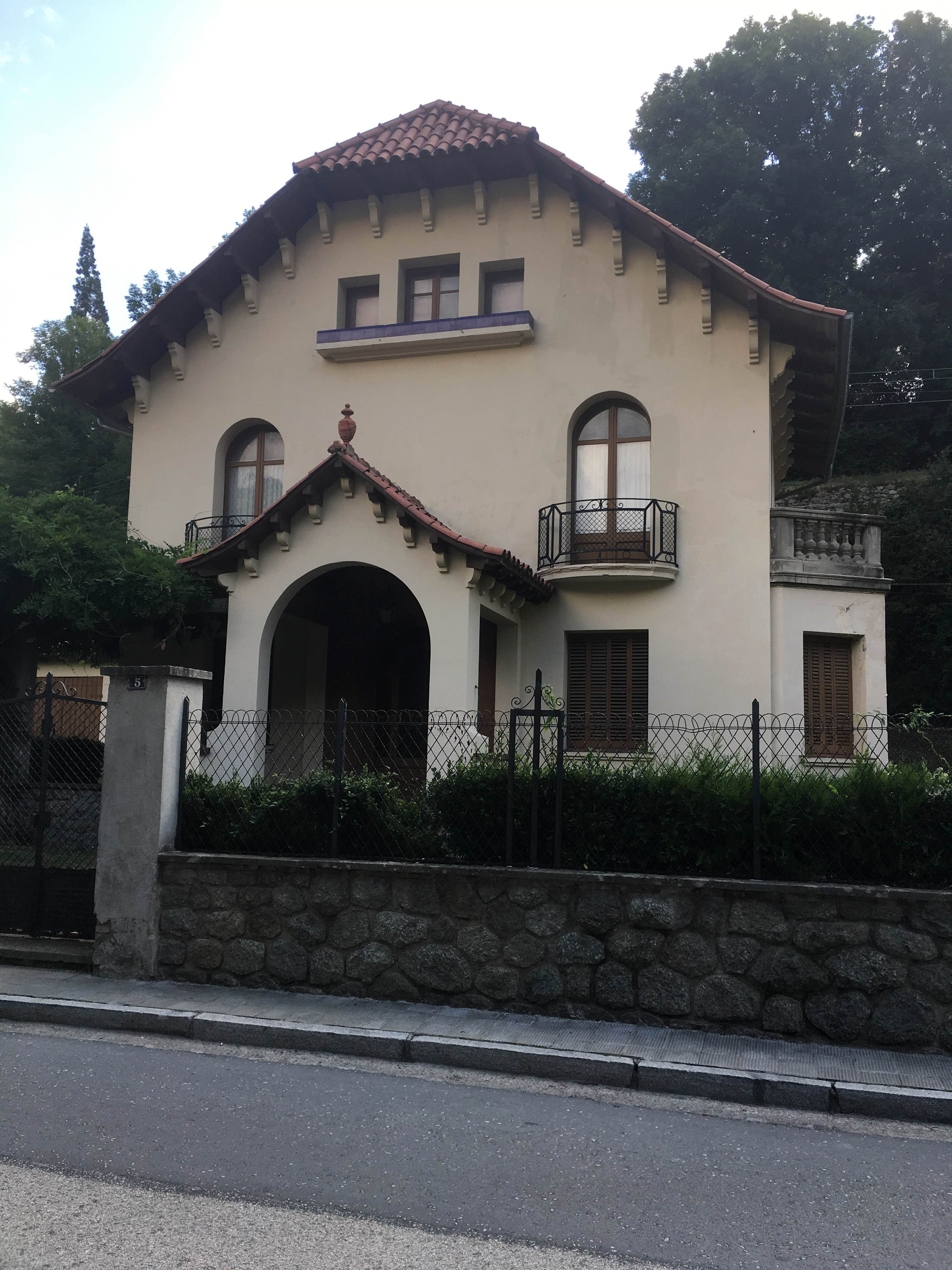
Xalet Sau I

A l'Arxiu Municipal es conserven uns plànols del que s'anomena "Projecte de xalet de tipus mínim". Aquest xalet, i també el Sau II, corresponen a la mateixa tipologia que la de l'esmentat projecte. Tots ells producte de l'arquitecte de J. Riera i Reguer. Era un projecte de xalet tipus de planta baixa i pis a portar a terme al llarg de tot el Passeig Guimerà per conformar una ciutat-jardí homogènia.

## Xalet Sau II

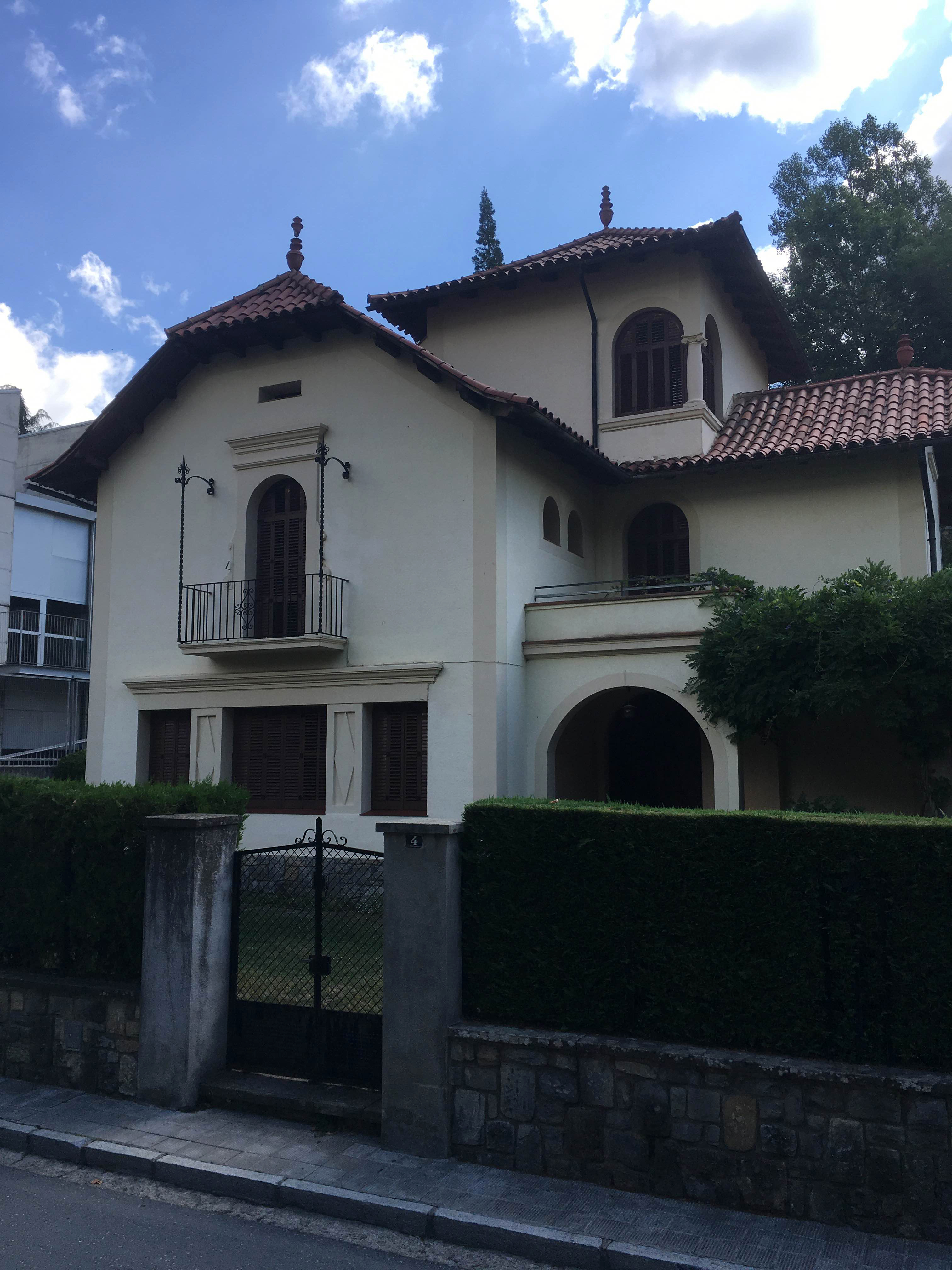
Xalet Sau II

Aquest xalet de planta baixa i pis es construí paral·lelament a l'altre xalet Sau i al projecte per a l'Ajuntament d'habitatge de tipus mínim en un context de ciutat-jardí.